# PCMag
PCMag 또는 PC 매거진(PC Magazine)은 지프 데이비스가 발행하는 미국의 컴퓨터 잡지이다. 1982년부터 2009년 1월까지 인쇄판이 발행되었다. 온라인판 발행은 1994년 말에 시작되어 2025년 기준 현재까지 계속되고 있다.

## 개요
PC 매거진은 정보기술 전문가를 대상으로 최신 하드웨어 및 소프트웨어에 대한 리뷰와 미리보기를 제공한다. 기타 정기적인 섹션에는 오랜 편집장인 마이클 J. 밀러("Forward Thinking"), 빌 매크론, 짐 라우더백의 칼럼과 다음과 같은 내용이 포함된다.
- "First Looks" (신제품에 대한 리뷰 모음)
- "Pipeline" (컴퓨터 산업 발전 동향에 대한 짧은 기사와 단편 모음)
- "Solutions" (다양한 방법 안내 기사 포함)
- "User-to-User" (잡지 전문가가 사용자가 제출한 질문에 답변하는 섹션)
- "After Hours" (다양한 컴퓨터 엔터테인먼트 제품에 대한 섹션; "After Hours"라는 명칭은 잡지의 전통적인 비즈니스 컴퓨팅 지향성의 유산이다.)
- "Abort, Retry, Fail?" (잡지 시작 부분에 있는 유머 페이지로, 몇 년 동안 "Backspace"로 알려졌다가 이후 마지막 페이지가 되었다.)

1980년대 수년 동안 PC 매거진은 IBM PC 및 호환 기종을 위한 터보 파스칼, 베이직, 어셈블리어, C와 같은 언어로 된 프로그래밍에 대해 상당한 내용을 다루었다. 찰스 페졸드는 프로그래밍 주제에 대한 유명한 작가 중 한 명이었다.
편집장 빌 매크론은 1985년에 기사가 제품을 평가하거나 생산성을 향상시키지 않으면 "PC 매거진에 속할 가능성이 없다"고 썼다.

## 역사
새로운 IBM PC에 대한 초기 리뷰에서 바이트는 PC: The Independent Guide to the IBM Personal Computer가 "소유자들에게 큰 관심이 있을 것"이라고 보도했다. 1982년 2~3월호로 발행된 PC의 첫 번째 호는 그해 초에 나왔다. (잡지는 처음에는 PC Guide로 광고되었다. Magazine이라는 단어는 1982년 6월 세 번째 호부터 이름에 추가되었으나, 로고에는 1986년 1월까지 추가되지 않았다.)
PC 매거진은 데이비드 버넬, 짐 에들린, 셰릴 우다드 (버넬의 후속 잡지인 PC 월드와 맥월드 설립도 도왔다)에 의해 창간되었다. 데이비드 버넬, 에드워드 커리, 토니 골드가 잡지의 공동 창립자였다. 버넬과 커리는 뉴욕의 라이프보트 어소시에이츠에서 PC 매거진 외에도 PC Tech, PC 위크, PC 박람회(PC Expo) 발행에 대한 명시적인 계획을 포함하는 잡지의 사업 계획을 세웠고, 이 모든 계획은 이후 실현되었다. 라이프보트 어소시에이츠의 공동 창립자인 토니 골드는 초기 단계에서 잡지에 자금을 조달했다. 잡지는 발행에 필요한 자본을 초과하여 성장했고, 이 문제를 해결하기 위해 골드는 잡지를 지프-데이비스에 매각하고 캘리포니아에서 뉴욕으로 이사했다. 1983년 2월까지는 1983년 2월호 vol 1, no 10에 ISSN 없이 지프-데이비스 퍼블리싱 컴퍼니의 자회사인 PC 커뮤니케이션즈 코퍼레이션에서 발행되었고, 버넬과 그의 직원들은 PC 월드 잡지를 설립하기 위해 떠났다.
PC의 첫 번째 호에는 개인용 컴퓨터에 관심을 보인 최초의 언론인 및 작가 중 한 명이었던 데이비드 버넬과의 우정 덕분에 빌 게이츠와의 인터뷰가 실렸다.

### 초기 무선철 전환
세 번째 호까지 PC는 너무 두꺼워서 안장 스티치를 할 수 없어 무선철로 제본되었다. 처음에는 두 달에 한 번 새로운 호를 발행했지만, 1982년 8월호부터는 네 번째 호로 매달 발행되었다. 1983년 3월에 독자가 잡지에게 두께 때문에 격주 발행으로 전환하는 것을 고려해 달라고 촉구했다. 잡지는 독자의 제안에 대해 "격주 발행 일정에 대해 농담하는 것이라고 말해주세요. 제발요?"라고 답변했지만, 1983년 12월호가 800페이지에 달한 후, 1984년부터 PC는 약 400페이지 분량으로 격주 발행되었다. 2008년 1월에는 다시 월간 발행으로 돌아갔다. 1990년대 후반에 인쇄 발행 부수는 120만 부로 정점을 찍었다. 2008년 11월에는 2009년 1월호부터 인쇄판 발행을 중단하지만, pcmag.com 온라인 버전은 계속될 것이라고 발표되었다. 이때 인쇄 발행 부수는 약 60만 부로 감소했다. 2022년 12월호에서 해당 호가 잡지 형식의 마지막 호이며 pcmag.com 웹사이트로 초점을 전환한다고 발표되었다.
잡지는 1983년까지 ISSN이 없었고, 이때 ISSN 0745-2500이 부여되었으며, 이후 ISSN 0888-8507로 변경되었다.
PC 매거진은 인쇄 출판물로 27년 동안의 공식 구글 도서 기록 보관소를 사용한다.

## 편집진 리더십
웬디 시핸 도넬은 2022년 1월 PCMag.com의 편집장으로 임명되었다. 도넬은 부편집장이었고 2007년 PCMag.com에 소비자 전자제품을 담당하는 선임 편집자로 합류했다.
2025년 1월 기준으로 도넬은 편집장으로 남아 있으며 존 부렉은 PC Labs 이사 겸 편집장, 알렉스 콜론은 편집장이다.

### 편집진 리더십 연혁
도넬의 임명 이전에 댄 코스타는 2011년 8월부터 2021년 12월까지 편집장이었다. 랜스 울라노프는 2007년 7월부터 2011년 7월까지 편집장 직책을 맡았다. 짐 라우더백은 울라노프 이전에 2005년부터 편집장이었고 온라인 미디어 회사 리비전3의 최고경영자가 되기 위해 떠났다.
| 편집장         | 시작       | 종료        |
| -------------- | ---------- | ----------- |
| 웬디 시핸 도넬 | 2022년 1월 |             |
| 댄 코스타      | 2011년 8월 | 2021년 12월 |
| 랜스 울라노프  | 2007년 7월 | 2011년 7월  |
| 짐 라우더백    | 2005년     | 2007년      |

## 발전과 진화
잡지는 수년 동안 크게 진화했다. 가장 극적인 변화는 컴퓨터 산업의 광고 시장 위축과 인터넷의 쉬운 접근성으로 인해 컴퓨터 잡지의 필요성이 덜해지면서 발행량이 줄어든 것이다. 이것이 2008년 11월 인쇄판 발행을 중단하기로 결정한 주요 이유이기도 하다.
21세기의 새로운 현실에 적응하기 위해 컴퓨터 시스템, 하드웨어 주변 기기 및 소프트웨어 패키지에 대한 대규모 비교 리뷰에 대한 한때 표준이었던 강조를 줄이고 더 넓은 소비자 전자 제품 시장에 더 집중한다. 1990년대 후반부터 잡지는 매킨토시 소프트웨어 및 하드웨어를 더 자주 리뷰했다.
2025년 2월 기준으로 PCMag.com은 리뷰, 방법 안내 기사, 뉴스, 의견, 거래, PC 및 하드웨어, 모바일, 전자 제품, 스마트 홈, 건강 및 피트니스, 게임, 소프트웨어 및 서비스, 보안 등 다양한 카테고리를 다룬다. 잡지는 제품 비교도 제작한다. 또한 Get Organized 및 연례 Best Tech Brands 순위와 같은 특별호를 발행한다.

### 하드웨어 테스트 시설 구축
PC 매거진은 공식 테스트 시설인 PC Labs를 갖춘 최초의 간행물 중 하나였다. 이 이름은 잡지 초기에 사용되었고, 1986년 잡지의 뉴욕 1 Park Avenue 시설에 물리적인 PC Labs가 구축되었다. 윌리엄 웡이 초대 PC Labs 이사였다. PC Labs는 인터넷에서 구 버전이 발견될 수 있는 일련의 벤치마크를 만들었다. PC Labs는 특히 PC Labs 프린터 벤치마크를 사용하여 거의 백 대의 프린터를 비교하는 연례 프린터 에디션과 같은 대규모 프로젝트에서 작가와 편집자가 PC 하드웨어 및 소프트웨어를 평가할 수 있도록 설계되었다.

## 같이 보기
- DOS 파워 도구 (PC 매거진 후원)